# Cratere Oresme
Oresme  è il nome di un cratere lunare da impatto intitolato al filosofo ed erudito Nicola d'Oresme, situato nell'emisfero lunare più distante dalla terra (faccia nascosta). Questa formazione si trova ad ovest-nord-ovest del più grande cratere Von Kármán, mentre a sud-ovest si trova il cratere Chrétien, ed a nord-ovest il Mare Ingenii.
Il bordo di questo cratere è molto danneggiato, tanto da formare solo un anello irregolare intorno al pianoro centrale. Per contrasto l'interno si presenta livellato e privo di caratteristiche, eccetto pochi impatti minori. Il margine esterno è attraversato, a sud-est, dal cratere satellite 'Oresme K', mentre un cratere minore si trova lungo il bordo settentrionale.

## Crateri correlati
Alcuni crateri minori situati in prossimità di Oresme sono convenzionalmente identificati, sulle mappe lunari, attraverso una lettera associata al nome.
| Oresme | Latitudine | Longitudine | Diametro |
| ------ | ---------- | ----------- | -------- |
| K      | 43,9° S    | 170,0° E    | 24 km    |
| Q      | 44,0° S    | 167,2° E    | 23 km    |
| U      | 41,6° S    | 164,8° E    | 84 km    |
| V      | 40,5° S    | 165,6° E    | 51 km    |